# Brodnica (województwo opolskie)
Brodnica – osada w Polsce, w województwie opolskim, w powiecie kluczborskim, w gminie Kluczbork.
Do 31 grudnia 2024 miejscowość była częścią wsi Biadacz.

## Historia
Od końca XVIII w. wieś (kolonia) posiadała pieczęć gminną, na której wizerunku przedstawiono konia zwróconego w prawo.